# Minano
Minano (皆野町 Minano-machi?) es un pueblo en la prefectura de Saitama, Japón, localizado en el centro-este de la isla de Honshū, en la región de Kantō. El 1 de marzo de 2021 tenía una población estimada de 9338 habitantes y una densidad de población de 147 personas por km².

## Geografía
Minano está localizado en el oeste de la prefectura de Saitama, en la parte alta del río Arakawa. Limita con las ciudades de Chichibu y Honjō, con los pueblos de Kamikawa, Yorii y Nagatoro y con la villa de Higashichichibu.

## Demografía
Según los datos del censo japonés, la población de Minano ha disminuido lentamente en los últimos 70 años.
| Gráfica de evolución demográfica de Minano entre 1945 y 2015 |
|                                                              |
| Oficina de Estadística de Japón                              |